# Kontra-Band
 Kontra-Band va ser una banda catalana de Ska-rock originària de Blanes, La Selva. Va estrenar-se com a grup el 23 d'abril de 1998 a Blanes. van tocar en diversos escenaris dels Països Catalans, incloent València, Barcelona, Palma, Andorra i molts més, així com alguns dels festivals més importants del país. El fet de ser una banda multitudinària ha fet que hagi patit diversos canvis de formació en els seus 14 anys de vida, durant els quals ha editat dos discs i dues maquetes. L'últim, Acopalipsis in La Costa Rara, enregistrat l'any 2009, ha estat editat sota llicència Creative Commons. La banda va deixar l'activitat l'estiu de 2012.

## Discografia
- 2006: Pura Vida, Puta Vida (P.A.E.)
- 2009: Acopalipsis in la Costa Rara (Quimera Records)